# La dottrina del fascismo
La dottrina del fascismo è un saggio del 1932 pubblicato nella voce "Fascismo" dell'Enciclopedia Italiana, con la sola firma di Benito Mussolini come autore, sebbene la prima parte intitolata Idee Fondamentali sia da attribuire al filosofo Giovanni Gentile (che la pubblicò con il titolo Origini e dottrina del fascismo già nel 1929), mentre solo la seconda parte Dottrina politica e sociale è da attribuire a Mussolini stesso.

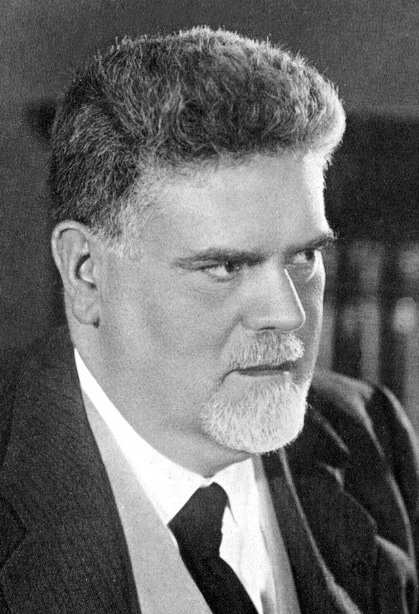
Il filosofo Giovanni Gentile, che lavorò alla stesura della prima parte della Dottrina

## Storia
La sua prima pubblicazione avvenne nell'Enciclopedia Italiana di Scienze, Lettere e Arti del 1932, come prima sezione di una lunga voce sul fascismo. L'intera voce ricopre le pagine da 847 a 884 dell'Enciclopedia Italiana (volume XIV), cui collaborò Gioacchino Volpe per la parte storica, e Arturo Marpicati per quella relativa alle opere realizzate dal fascismo; include anche numerose fotografie ed immagini.
Fu poi pubblicato da Vallecchi, come saggio, nel 1935, e dalle edizioni Ardita ed Hoepli.
In seguito ci sono state altre ristampe e riedizioni della Dottrina del Fascismo datate 1941 e 1942. Nel 1997 è stata ripubblicata la voce, con gli aggiornamenti nelle Appendici del 1938, 1948 e 1961, con prefazione di Giorgio Galli.

## La voce "Fascismo"
- Dottrina
  - Idee fondamentali (Giovanni Gentile)
  - Dottrina politica e sociale (Benito Mussolini)
- Storia (Gioacchino Volpe)
- Realizzazioni del fascismo (Arturo Marpicati)

## Edizioni

### In lingua italiana
- Benito Mussolini, voce Fascismo, in Enciclopedia Italiana, 1932.
- Benito Mussolini, La dottrina del Fascismo. Con una storia del movimento fascista di Gioacchino Volpe, Treves-Treccani-Tumminelli, Milano, 1932.
- Benito Mussolini, La dottrina del fascismo, Firenze, Vallecchi Editore, 1935.
- Benito Mussolini, Fascismo: dottrina e istituzioni, Roma, 'Ardita' edizioni, 1935.
- Benito Mussolini, La dottrina del fascismo. Storia, opere ed istituti, a cura di Luigi Contu, Marcello Gallian, Arturo Marpicati, Milano, Hoepli, 1935.
- Benito Mussolini, La dottrina del fascismo, seguita da una appendice a cura di Luigi Contu, Le leggi del Regime fascista, Ulrico Hoepli editore, Milano, 1936.
- Partito Nazionale Fascista. Testi per i corsi di preparazione politica. La dottrina del fascismo dagli scritti e discorsi del Duce, La libreria dello Stato, 1936.
- Benito Mussolini, La Dottrina del Fascismo, Milano, Enrico Hoepli, 1942.
- Benito Mussolini, La Dottrina del Fascismo, in Opera omnia di Benito Mussolini, a cura di Edoardo e Duilio Susmel, La Fenice, Firenze, vol. XXXIV, 1961, pagg. 115-138.
- Gentile, Mussolini, Volpe, Salvatorelli, Il fascismo nella Treccani, Milano, Terziaria, 1997.

### In lingua inglese
- Benito Mussolini, The Political and Social Doctrine of Fascism, first authorized translation into English by Jane Soames, published by Leonard and Virginia Woolf at the Hogarth Press, London W.C. 1933 (anche in The Living Age, novembre 1933, pagg. 235-244).
- Benito Mussolini, Fascism Doctrine and Institutions, Rome, Ardita Publishers, 1935, pagg. 7-42.